# オークニー・アンド・シェトランド統監
オークニー・アンド・シェトランド統監（オークニー・アンド・シェトランドとうかん、英語: Lord Lieutenant of Orkney and Shetland）は、イギリスの官職。統監の1つで、北部諸島を担当する。1789年に勃発したフランス革命がヨーロッパ諸国に飛び火するとともに1792年にはスコットランド各地で暴動がおこり、地方政府の対応に不満を感じたイギリス政府は1794年にイングランドの統監職をスコットランドでも常設職として設立した。1947年地方政府（スコットランド）法第1条によりオークニーとシェトランドが分離して、それぞれカウンティを構成するようになると、統監職も1948年よりオークニー統監とシェトランド統監が別々に任命されるようになった。

## 一覧
- 1794年3月17日 – 1820年6月14日：第2代準男爵サー・トマス・ダンダス（英語版）（のち初代ダンダス男爵）[3]
- 1820年6月15日 – 1831年5月9日：空位[3]
- 1831年5月10日 – 1839年2月19日：第2代ダンダス男爵ローレンス・ダンダス（英語版）（のち初代ゼットランド伯爵）[3]
- 1839年3月30日 – 1866年2月14日：ジョン・チャールズ・ダンダス閣下（英語版）[3]
- 1866年3月7日 – 1872年10月26日：フレデリック・ダンダス（英語版）[3]
- 1872年12月18日 – 1892年9月13日：ジョン・チャールズ・ダンダス（英語版）[3]
- 1892年11月5日 – 1917年12月10日：マルコム・アルフレッド・ラング[3]
- 1917年12月11日 – 1919年6月5日：空位[3]
- 1919年6月6日 – 1930年：初代準男爵サー・ウィリアム・ワトソン・チェーン（英語版）[3]
- 1930年2月22日 – 1947年10月26日：アルフレッド・バイキー[3]
  - バイキーが在職中に死去した後、1948年よりオークニー統監とシェトランド統監に分離[3]